# Samsung

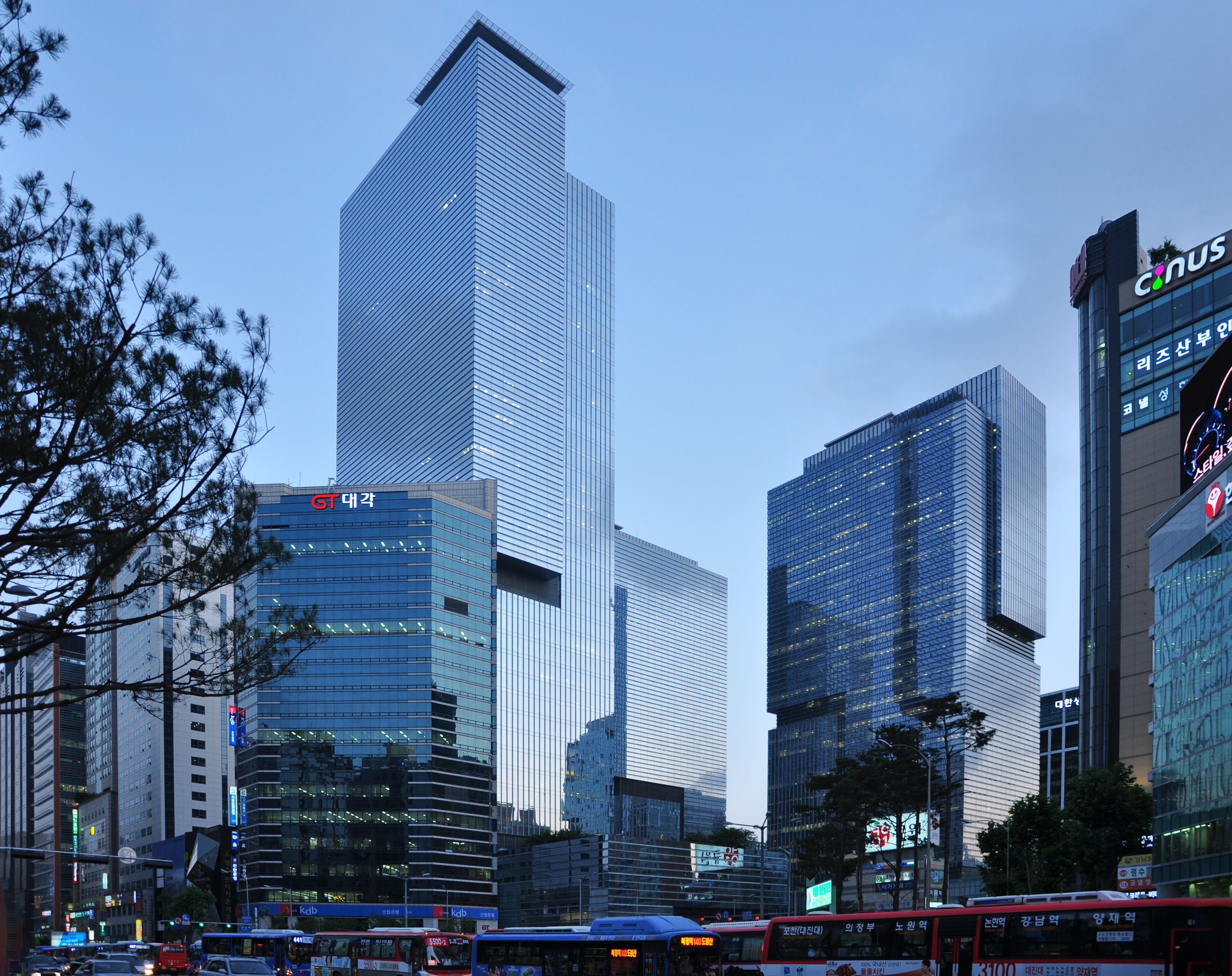
Hauptsitz Samsung Town in Seoul

Die Samsung-Gruppe ist das größte Konglomerat Südkoreas. Flaggschiff der Gruppe ist Samsung Electronics, der weltweit größte DRAM-, NAND-Flashspeicher-, SSD-, Fernsehgeräte-, Kühlschrank- und Smartphone-Hersteller.
Der Name Samsung bedeutet im Koreanischen „Drei Sterne“. Die Zahl Drei wird von vielen Koreanern mit positiven Dingen in Zusammenhang gebracht. Lee Byung-chull, der Gründer des Konzerns, der stark von der japanischen Wirtschaft und Gesellschaft geprägt wurde, wählte diesen Namen in den 1930er-Jahren in der Hoffnung, dass das Unternehmen so hell, hoch und ewig strahle wie die schon damals mächtigen japanischen Konzerne Mitsubishi („drei Rauten“) und Mitsui Group („drei Quellen“).
Nach dem Tod des Unternehmensgründers im Jahr 1987 übernahm der dritte Sohn, Lee Kun-hee, den Vorsitz der Gruppe. Seit dieser wegen eines Skandals 2008 als Vorsitzender von allen Posten zurückgetreten ist, wird die Samsung-Gruppe von den Chief Executive Officers der einzelnen Gesellschaften geleitet.

## Geschichte

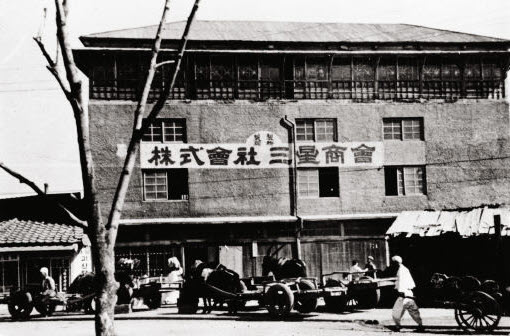
Samsung in den 1930ern

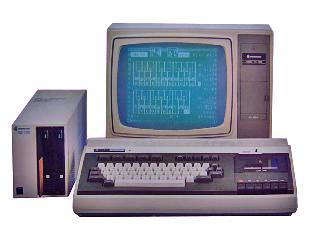
Samsung-SPC-1000-Computer aus dem Jahr 1982

Das Unternehmen wurde am 1. März 1938 in Daegu von Lee Byung-chull als Lebensmittelhandelsgeschäft gegründet. Nach dem Zweiten Weltkrieg und nach der Loslösung von der japanischen Kolonialherrschaft verlor Lee sein Geschäft durch das im Land herrschende Chaos. Er baute das Geschäft daraufhin in Seoul neu auf. Aber es wurde ein zweites Mal durch den Koreakrieg zerstört. Nach dem Krieg baute Lee sein Geschäft erneut in der zerstörten Hauptstadt Südkoreas auf.
1953 gründete Lee das Unternehmen Cheil Jedang („Bester Zucker“) und errichtete damit die erste industrielle Zuckerraffinerie in Südkorea. Cheil Jedang wurde später zum größten Lebensmittelhersteller in Südkorea. Nach Lee Byung-chulls Tod wurde das Unternehmen von seinem ältesten Sohn, Lee Maeng-hee, übernommen. Es wurde 1997 von der Samsung Group getrennt und eigenständig. Cheil Jedang vertritt heute einen der wichtigsten Geschäftsbereiche der CJ Group.
1954 ließ Lee Byung-chull eine Textilfabrik errichten, was die Grundlage für das Unternehmen Cheil Industries wurde. Die Textil- und Modesparte ist heute in der Samsung C&T Fashion Group zusammengefasst. Später stieg Samsung in das Versicherungs- und Baugeschäft ein. Aufgrund der Unterstützung der Regierung unter Präsident Park Chung-hee stieg Samsung auch in den Schiffbau ein.
Mit der 1969 gegründeten Tochter Samsung Electronics nahm Samsung die Fertigung elektrotechnischer Artikel in Angriff, wobei man sich frühzeitig auf Unterhaltungselektronik und Haushaltsgeräte konzentrierte. 1974 erwarb Samsung Electronics das fast insolvente Unternehmen Korea Semiconductor. Lee Kun-hee erkannte damals das große Potenzial der Mikroelektronik. Er war es auch, der Anfang der 1980er-Jahre die große Zukunft von DRAM im digitalen Zeitalter sah und massiv in deren Entwicklung und Fertigung investierte.
Weitere Zweige, in denen der Großkonzern tätig ist, sind: Maschinenbau, Automobile, Versicherung, Großhandel, Immobilien und Freizeit. Der seinerzeit größte private Fernsehsender Munhwa Broadcasting Corporation (MBC) wurde auf politischen Druck Ende der 1970er-Jahre an den Staat abgetreten.
1983 übernahm Samsung das Donghwa-Kaufhaus. Es wurde danach in Shinsegae umbenannt. Shinsegae wurde 1991 aus der Samsung-Gruppe ausgegliedert und gehört heute zur größten Einzelhandelsgruppe in Südkorea. Das Unternehmen wird von Lee Myung-hee geführt, der Tochter des Samsung-Gründers Lee Byung-chull und die jüngere Schwester von Lee Kun-hee. Sie ist die reichste Frau in Südkorea.
Nach der Asienkrise in den 1990er-Jahren musste sich Samsung, wie alle Jaebeol, aus zahlreichen Geschäftsfeldern zurückziehen und verkaufte viele Tochterunternehmen, um die Kapitalbasis zu stärken. Gleichzeitig erfolgte die Konzentration auf einige Kerngebiete. Seitdem ist Samsung Electronics der wichtigste Zweig des Mischkonzerns.
In Europa weniger bekannt sind die anderen Zweige des Unternehmens:
- Samsung–Lebensversicherungen (Samsung Life Insurance)
- Samsung Heavy Industries, eine der größten koreanischen Werften
- Samsung – Bau und Handel (Samsung C&T Corporation, Erbauer des Burj Khalifa und anderer Hochhäuser)[7]
- in Kooperation mit Renault: Renault Korea Motors
- Samsung SDI, einer der größten Lithium-Polymer-Akku-Hersteller
- Samsung C&T Fashion Group (mit der Marke Bean Pole)
- Shilla Hotel und Shilla Duty Free

Samsung gehört zu den ersten Hauptmitgliedern der FIDO-Allianz, die den Industriestandard Universal Second Factor (U2F) für eine allgemein anwendbare Zwei-Faktor-Authentifizierung entwickelt hat.
In der Samsung-Gruppe findet nach dem Herzinfarkt von Unternehmenschef Lee Kun-hee im Mai 2014, im Zuge des Generationswechsels, eine Umstrukturierung statt: Die Rüstungssparte Samsung Techwin wurde an Hanwha verkauft, mehrere Chemieunternehmen gingen an die Lotte-Gruppe. Samsung will sich vermehrt auf Automotive (Samsung SDI), Fintech (Samsung Pay) und Pharmazeutik (Samsung Biologics) konzentrieren. Samsung Everland wurde mit Cheil Industries Inc. zusammengeführt und danach mit Samsung C&T fusioniert. Samsung C&T führt seitdem als de facto Holdinggesellschaft die Samsung-Gruppe. Elliot Management Corporation, ein Minderheitsanteilseigner, wehrte sich und reichte eine Klage gegen den Verkauf von 5,76 % Unternehmensanteilen an KCC ein. Die Klage wurde vom Seouler Gericht jedoch abgewiesen. Die Umstrukturierung ist damit allerdings noch nicht abgeschlossen. Als Nächstes steht das Unternehmen Samsung SDS auf der Agenda. Der 2014 gescheiterte Versuch, Samsung Heavy Industries mit Samsung Engineering zusammenzulegen, könnte wieder aktuell werden, da der Schiffbauer Samsung Heavy Industries wegen des enormen Rückgangs der Aufträge sehr zu leiden hat.
Wegen des Nachfragerückgangs in vielen Sektoren im Ausland hat das stark exportabhängige Südkorea mit einigen Problemen zu kämpfen. Die Samsung-Gruppe als größter privater Arbeitgeber im Land bildet da keine Ausnahme. So haben im ersten Quartal 2016 mehr als 2800 Mitarbeiter mit Abfindung die Unternehmen der Gruppe (Samsung SDI, Samsung Electro-Mechanics, Samsung Heavy Industries, Samsung Engineering and Samsung C&T) verlassen. Weitere 2000 Mitarbeiter sollten bis Mitte 2016 folgen. Die Führungskräfte der Unternehmen wollen auf einen Anteil ihres Gehalts verzichten. Die Gruppe hat nach der Aufforderung der Präsidentin Park im Jahr 2015 14.000 junge Uni-Absolventen eingestellt. Südkorea hat seit einigen Jahren eine hohe Arbeitslosigkeit bei den jungen Menschen.
Bei der außerordentlichen Hauptversammlung am 27. September 2016 wurde der Vize-Präsident von Samsung Electronics, Lee Jae-yong, der einzige Sohn Lee Kun-hees, zum offiziellen Vorstandsmitglied nominiert. Der Titel des Vorsitzenden bleibt noch bei Lee Kun-hee.

## Tochtergesellschaften

### Elektronikindustrie
- Samsung Electro-Mechanics

Das 1973 gegründete Unternehmen hat 29.000 Beschäftigte und betreibt acht Produktionsstätten in vier Ländern. Die Unternehmenszentrale ist in Suwon.
Samsung Electro-Mechanics stellt elektronische Komponenten für verschiedene elektronische Produkte (Automobilelektronik, Computer, Digitalkamera, Flachbildschirm, Spielkonsole, Festplatte, LED-Leuchtmittel, Smartphone, Drucker, Wearables usw.) her. Dazu gehören:
- Passive Komponenten: Chipwiderstände, Filter, Induktoren, MLCC (englisch: Multi-Layer Ceramic Capacitors), Tantal-Elektrolytkondensator,
- PCB: HDI (englisch: High Density Interconnection), Chip-Package-Substrat und
- Module: Antenne, Kameramodul, Wireless-LAN-Modul, Wireless-Power-Transmitter-Modul.

Das Unternehmen will sich verstärkt auf Elektronik für Autos konzentrieren. Es wird erwartet, dass der Bedarf nach elektronischen Komponenten wegen selbstfahrender Fahrzeuge stark zunehmen wird.
- Samsung Electronics
- Samsung SDI
- Samsung SDS[19]
- Samsung Corning Advanced Glass
- Samsung Display[20]

### Maschinenbau und Schwerindustrie

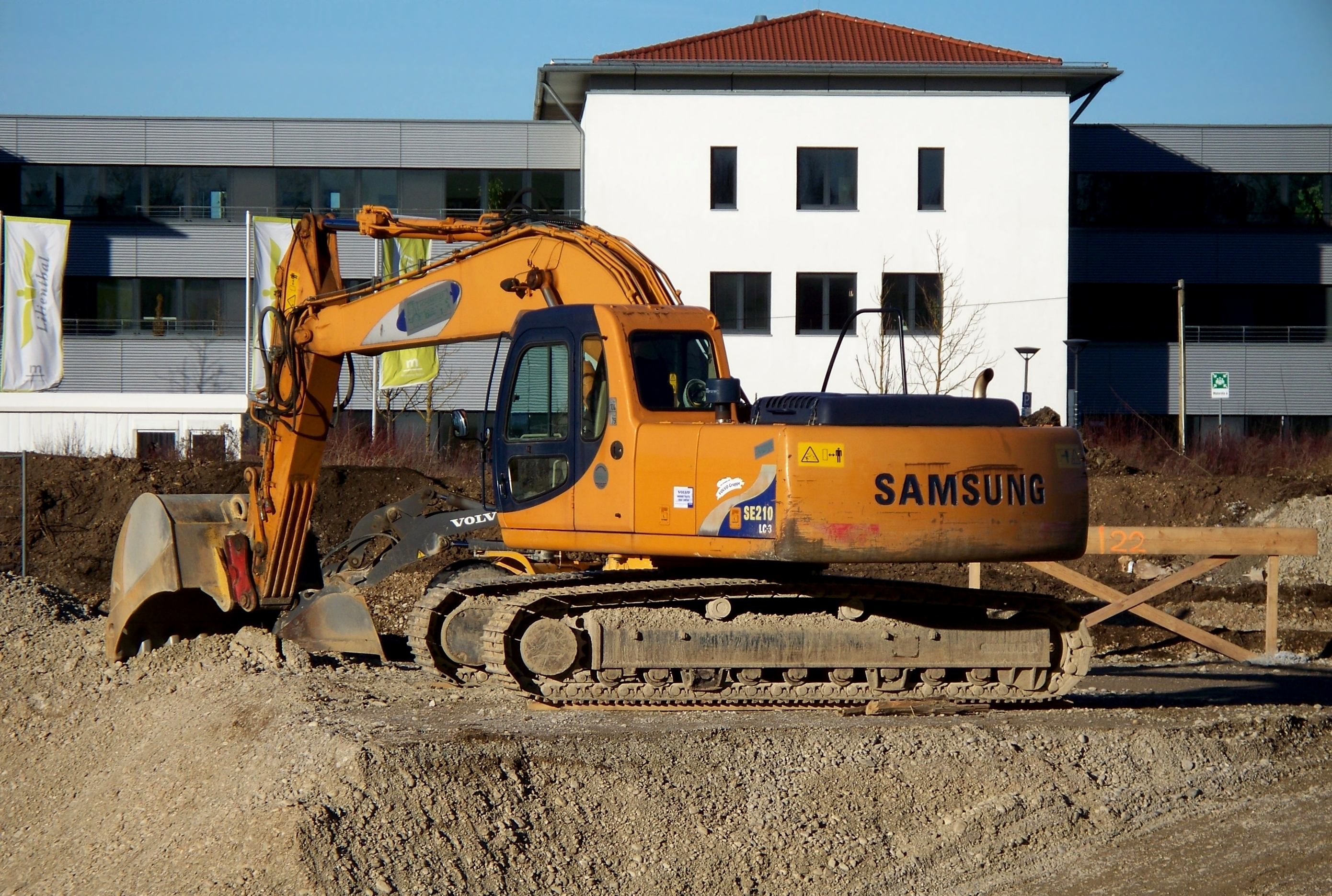
Samsung-Kettenbagger des Typs SE210 LC-3

- Samsung C&T Engineering & Construction Group[21]
- Samsung Heavy Industries
- Samsung Engineering[22]

### Finanzdienste
- Samsung Life Insurance[23]
- Samsung Fire & Marine Insurance[24]
- Samsung Card
- Samsung Securities[25]
- Samsung Asset Management[26]
- Samsung Venture Investment[27]

### Dienstleistungen und Sonstiges
- Samsung C&T Trading & Investment Group[28]
- Samsung C&T Fashion Group[29]
- Samsung C&T Resort & Construction Group[30]
- Hotel Shilla

Seit 1979 betreibt das Unternehmen ein Premiumhotel im traditionellen Stil mit der Marke „The Shilla“. Es gibt inzwischen zwei Hotels: eins in Seoul und eins auf der Insel Jeju. Seit 2013 betreibt das Unternehmen die Marke „Shilla Stay“ im gehobenen Segment. Es gibt acht Hotels in Südkorea, ein neuntes wird gerade in Cheonan errichtet. Hotel Shilla bekam Anfang 2016 den Zuschlag für die Errichtung eines Hotels im traditionellen Baustil Hanok in Seoul. Die Investitionssumme liegt bei 246,2 Mio. US-Dollar. Das neue Hotel soll bis 2020 fertig sein.
Daneben ist das Unternehmen seit 1986 mit der Marke „The Shilla Duty Free“ auch im Duty-free-Geschäft tätig. Das Unternehmen betreibt sowohl im Inland (Seoul, Jeju, am internationalen Flughafen Incheon und am Flughafen Gimpo) als auch im Ausland (Flughafen Singapur, Flughafen Macau) Duty-free-Shops. Zwei Kosmetik-Shops mit der Marke „Sweetmay“ in Macau und Hongkong gehören ebenfalls zu dem Unternehmen. Außerdem betreibt Shilla Duty Free mit Hyundai Department Co. das HDC Shilla Duty Free-Geschäft in Yongsan/Seoul. Das im März 2016 eröffnete Geschäft soll einen Tagesumsatz von 925.000 US-Dollar machen. Das Unternehmen wird von Lee Boo-jin, der ältesten Tochter von Lee Kun-hee, geführt.
- Cheil Worldwide[34]
- S-1 Corporation[35]
- Samsung Medical Center
- Samsung Economic Research Institute[36]
- Samsung Biologics

Samsung Biologics ist eine Contract Development and Manufacturing Organization (CDMO) und Auftragsfertiger für Biologika, also Arzneimittel, die durch biotechnische Methoden gewonnen werden. Das Unternehmen hat bereits drei Produktionsstätte und baut in Songdo eine vierte Fabrik mit 256.000 Liter Kapazität. Damit würde das Unternehmen seine Fertigungskapazität auf 620.000 Liter bringen. Die Fertigstellung der vierten Fabrik wird 2022 erwartet. Durch den Börsengang im Oktober 2016 konnte das Unternehmen 2,25 Bio. Won (zirka 2 Mrd. US-Dollar) einsammeln.
- Samsung Bioepis

Samsung Bioepis ist aus einem Joint Venture zwischen Samsung Biologics und dem US-amerikanischen Biotechnologieunternehmen Biogen hervorgegangen. In dem schnell wachsendem Markt der Biosimilars will Samsung Bioepis zu einem führenden Unternehmen wachsen. Die Biosimilars sind biotechnisch hergestellten Nachahmerprodukte der Biologika. Sie dürfen nach Ablauf der Patentschutzdauer der Originale produziert und vermarktet werden. Sie unterliegen jedoch einem strengeren Zulassungsverfahren als Generika mit chemisch-synthetischen Wirkstoffen. Dem erst 2012 gegründeten Unternehmen gelang die Entwicklung von Benepali, einem Biosimilar zum Referenzprodukt Enbrel von Amgen und Pfizer (Wirkstoff: Etanercept). Samsung Bioepis' Biosimilar Flixabi (Wirkstoff: Infliximab, Referenzprodukt Remicade) wurde ebenfalls 2016 von der Europäischen Kommission zugelassen. 2017 folgten Imraldi (Adalimumab) und Ontruzant (Trastuzumab). Das Unternehmen hat etliche weitere Biosimilars in der Pipeline. Der für Anfang 2016 geplante Börsengang wurde wegen des schlechten Marktumfeldes zu einem späteren Zeitpunkt verschoben. 2022 erwarb Samsung Biologics volle Kontrolle über Samsung Bioepis durch den Erwerb der Anteile von Biogen.
- Samsung Welstory

Samsung Welstory ist im Bereich Lebensmitteldistribution und Catering tätig und ist die Nr. 2 in Südkorea hinter CJ Freshway. Bekannte Gastronomiemarken sind: welstory, delacourt, health giving, FRESIS. Das hundertprozentige Tochterunternehmen von Samsung C&T will wie sein Konkurrent CJ Freshway im Wachstumsmarkt China zulegen und hat mit dem japanischen Marktführer Kokubu Group und dem chinesischen Landwirtschaftsunternehmen Shanghai Yinlong Agricultural Development Co. ein Joint-Venture-Unternehmen gegründet.

## Frühere Unternehmen
- Samsung Motors (siehe oben)
- Samsung Commercial Vehicles
- Samsung Techwin

2014 wurde das auf Rüstungsgüter, Optoelektronik, Überwachungstechnik und Aeronautik spezialisierte Unternehmen Samsung Techwin zusammen mit Samsung Thales, Samsung General Chemicals und Samsung Total an die südkoreanische Hanwha-Gruppe für 1,63 Mrd. US-Dollar verkauft.
- Samsung Thales
- Samsung Petrochemical

Samsung Petrochemical und Samsung General Chemicals fusionierten 2014. Das zusammengeführte Unternehmen wurde weiter als Samsung General Chemicals geführt.
- Samsung General Chemicals
- Samsung Total
- Samsung Fine Chemicals

2015 wurde 90 % der Anteile an Samsung SDI, 31,5 % der Anteile an Samsung Fine Chemical und 49 % der Anteile an dem Joint Venture Samsung BP Chemical an den japanisch-südkoreanischen Mischkonzern Lotte veräußert.
- Samsung BP Chemicals
- Samsung Everland

Das de facto Holdingunternehmen mit Freizeitpark, Modegeschäft, Golfplätzen wurde in Samsung Cheil Industries umbenannt. Der Freizeitpark wird allerdings den Namen Everland behalten.

## Die Samsung-Gruppe als Familienbesitz
Mit dem Tod von Lee Kun-hee kam die Bezahlung der Erbschaftsteuer auf die Erben zu. Diese kann in Südkorea von 10 % bis 50 % reichen, wobei der Steuersatz weiter steigt, wenn die vererbten Aktien zu einer Unternehmenskontrolle führen. Im Fall Samsung führte das dazu, dass die Erben mehr als 12 Billionen Won (8,9 Milliarden Euro) Erbschaftsteuer zahlen, die Kunstsammlung von Lee im Wert von mehreren Milliarden Euro an koreanische Museen stiften und 1 Billion Won spenden werden. Die Steuerzahlung soll in sechs Raten in einem Zeitraum von fünf Jahren erfolgen.
Damit ist der Übergang auf die dritte Generation, in Person von Lee Jae-yong erfolgt. Welche Rolle er in der Samsung-Gruppe – außer ein wichtiger Aktionär zu sein – spielen wird, ist noch offen, denn nach seiner Entlassung aus dem Gefängnis im August 2021 ist es ihm in den nächsten fünf Jahre nicht erlaubt von einem Unternehmen, welches mit seiner kriminellen Aktivität verbunden war, beschäftigt zu werden.

## Kritik

### Korruption
Im August 2005 veröffentlichte eine Bürgerrechtsbewegung eine Liste – „Akte X“ genannt – mit 278 einflussreichen Personen, die von Samsung Gehälter bezogen oder bezogen hatten, unter ihnen zwei Ex-Premierminister. Es tauchten zudem neue Beweise dafür auf, dass das familiengeführte Unternehmen in den Präsidentschaftswahlkampf 1997 mit Spenden eingegriffen hatte. Es war die Rede von „Samsunggate“ und der „Republik Samsung“.
Lee Yong-chul, ehemals Berater des südkoreanischen Präsidenten Roh Moo-hyun, gab Mitte November 2007 öffentlich bekannt, im Januar 2004 Bestechungsgelder in Höhe von 5445 Millionen Won (3.561.730 €) in bar von Samsung angeboten bekommen zu haben. Von Lee angefertigte Fotos des Geldes wurden am 19. November 2007 in der Presse veröffentlicht. Lees Aussage bestätigt Anschuldigungen des ehemaligen Samsung-Anwaltes Kim Yong-chul von Anfang November 2007, laut denen Samsung mit Hilfe des Vorstandsvorsitzenden Lee Kun-hee ein ganzes Netzwerk für die Bestechung von Vertretern, Strafverfolgern, Steuerbeamten, Journalisten und Wissenschaftler unterhalten habe. Bei den bis jetzt von Kim Yong-chul mit Namen benannten bestochenen Personen handelt es sich um den früheren Staatsanwalt und Chef der Korea Independent Commission Against Corruption Lee Jong-baek sowie Lee Gui-nam, den Direktor des Central Investigation Bureau, einer Abteilung zur Strafverfolgung und Ermittlung von Korruptionsvorwürfen in Industrie und Politik. Die Beschuldigten und Samsung wiesen die Vorwürfe als grundlos zurück.
Am 17. Februar 2017 wurde der Vize-Präsident und De-facto-Chef der Samsung-Gruppe Lee Jae-yong in Untersuchungshaft genommen. Ihm werden Meineid, Veruntreuung und Bestechung vorgeworfen. Er soll unter anderem veranlasst haben, 43 Mrd. Won (zirka 36 Mio. US-Dollars) an als Stiftungen getarnte „Briefkastenfirmen“ von Choi Soon-sil, einer langjährigen Freundin der südkoreanischen Präsidentin Park Geun-hye, zu zahlen. Im Gegenzug soll die Regierung bei der Fusion der Samsung-Töchter Cheil Industries mit Samsung C&T ausgeholfen haben. Die Verteidiger von Lee bestreiten den Vorwurf. Die Verhaftung Lees steht im Zusammenhang des größten Skandals in Südkorea, der in Südkorea als Choi Soon-sil-Skandal bekannt ist. Im Falle einer Verurteilung drohen Lee mehr als zehn Jahre Gefängnisstrafe. In Südkorea wurde erst letztes Jahr ein strengeres Anti-Korruptionsgesetz eingeführt, das großzügige Geschenke und Einladungen zum Restaurant an staatlich Bedienstete verbietet. Am 27. Februar 2017 erhob die Staatsanwaltschaft gegen Lee und vier weitere Spitzenmanager des Konzerns, darunter den Strategiechef Choi Gee-sung, Anklage wegen Bestechung und Veruntreuung.

### Kartellbildung
Im Mai 2010 wurde gegen Samsung eine Strafe von über 145 Millionen Euro verhängt. Das Unternehmen war Teil eines Preiskartells für DRAMs, welches sich aus zehn Unternehmen zusammensetzte und vom 1. Juli 1998 bis zum 15. Juni 2002 im EWR bestand.
Im Oktober 2011 wurde die Unternehmenssparte Samsung Corning Precision Materials wegen illegaler Preisabsprachen im Zeitraum von 1999 bis 2004 von der EU zusammen mit Nippon Electric, der Schott AG und Asahi Glass zu einer Gesamtstrafe in Höhe von 128,7 Millionen Euro verurteilt. Das Kartell hatte die Preise von Bildröhrenglas für Fernseher und Computerbildschirme abgesprochen. Samsung Corning Precision Materials blieb von einer Strafe verschont, da das Unternehmen von der Kronzeugenregelung der Kommission profitierte.

### Arbeitsbedingungen
Leukämie-Erkrankungen bei Mitarbeitern an einem Produktionsstandort in Südkorea wurden mit den Arbeitsbedingungen in der Halbleiterindustrie in Verbindung gebracht. Ein Gericht stellte fest, dass eine an Blutkrebs verstorbene Mitarbeiterin „während ihrer Arbeit anhaltend verschiedenen giftigen Chemikalien ausgesetzt wurde“. Das Gericht verpflichtete Samsung zur Zahlung einer Entschädigung. Die Umweltschutzorganisation Greenpeace bezeichnet Samsung aufgrund der Krebsfälle als eines der „schlimmsten Unternehmen der Welt“ und vergab den Schmähpreis Public Eye People’s Award 2012.
Opfer und Hinterbliebene haben sich in der Organisation Sharps zusammengeschlossen. Sie werfen Samsung vor, dass insgesamt rund 150 Mitarbeiter aufgrund mangelnder Arbeitsschutzmaßnahmen erkrankt sind. Mit Stand Juni 2018 ist die Zahl der dokumentierten Fälle auf 320 und die Zahl der Todesopfer auf 118 angestiegen. Im November 2018 hat sich Samsung bei den Betroffenen dafür entschuldigt und erklärte sich bereit, Schmerzensgeldzahlungen zu leisten.
Nach einer eintägigen Arbeitsniederlegung im Juni 2024, rief die National Samsung Electronics Union (NSEU) am 10. Juli des Jahres aufgrund der Arbeitsbedingungen zum unbefristeten Fortsetzung der Arbeitspause in der Halbleiterfertigung auf. Es handelt sich dabei um den ersten Streik in der Firmengeschichte Samsungs.

## Sponsoring
In Südkorea besitzt Samsung ein eigenes E-Sport-Werksteam mit dem Namen Samsung Galaxy (ehemals Samsung KHAN). Darüber hinaus ist Samsung Sponsor des olympischen Fackellaufs.
Das Sponsoring für die Leichtathletik-Weltmeisterschaften in Berlin im August 2009, bei dem Samsung als Hauptsponsor aufgetreten ist, war das größte Sponsoringevent in der bisherigen Geschichte Samsungs.
Außerdem sponsert Samsung teilweise auch YouTuber (z. B. Casey Neistat).
Im Fußball ist Samsung Technologie-Partner des Deutschen Fußball-Bundes und war von 2005 bis 2015 Trikotsponsor des englischen Fußballclubs FC Chelsea.